# Dukat 1831
Dukat 1831 – moneta dukatowa Królestwa Polskiego okresu powstania listopadowego, produkowana w wyniku polecenia Banku Polskiego z 24 marca 1831 r., nakazującego bicie przez mennicę warszawską dukatów holenderskich, będących równowartością 20 złotych polskich. Wycofano go z obiegu 1 czerwca 1838 r.
Dukat 1831 jest jedyną w dziejach mennictwa polskiego monetą obcą bitą na własny rachunek.

## Awers
Na tej stronie znajduje się postać stojącego rycerza w zbroi z pękiem strzał w lewej ręce i podniesionym mieczem w prawej, po bokach rok 18 31, u góry mały orzełek polski, dookoła otokowy napis:

CONCORDIA RES PARVAE CRESCUNT

i mała zapalona pochodnia, a przed nią kropka.
Istnieją odmiany bez kropki przed pochodnią jak również z kropką umieszczoną za pochodnią.

## Rewers
Na tej stronie w umieszczono w kwadratowej ramce napis:

MO.AVAR.
REG.BELGII
AD LEGEM
IMPERII.

po bokach ramki ornament z rozetami.

## Opis
Monetę bito w mennicy w Warszawie, w złocie próby 983, na krążku o średnicy 21,4 mm, masie 3,4897 grama, z rantem skośnie ząbkowanym, w nakładzie 163 205 sztuk.
Stopień rzadkości rozpoznawanych odmian dukata przedstawiono w tabeli:
|            | Odmiana                | Stopień rzadkości | Liczba egzemplarzy | Zdjęcie |
| ---------- | ---------------------- | ----------------- | ------------------ | ------- |
| dukat 1831 | kropka przed pochodnią | R1                | 15 001–80 000      |         |
| dukat 1831 | kropka za pochodnią    | R2                | 3001–15 000        |         |
| dukat 1831 | bez kropki             | R3                | 601–3000           |         |